# Renard Épervier
Le Renard Épervier est un avion belge de l'entre-deux-guerres resté à l'état de prototype.

## Conception et développement
La Société anonyme des avions et moteurs Renard, au capital de 2 millions de francs de l'époque, est formée en avril 1925. Placée sous la présidence du colonel Moullard, elle se donne pour mission essentielle la fabrication des moteurs d'aviation Renard. Son conseil d'administration regroupe des noms déjà importants de l'aéronautique belge de l'entre-deux-guerres, à savoir Jean Stampe et l'ingénieur Alfred Renard, directeur technique de la société, qui avait largement participé à la conception des modèles R.S.V. (R.S.V.32-90, R.S.V.26-180...).
La société développe un appareil que le gouvernement belge avait désigné comme lauréat du concours des prototypes de chasse en 1927.

## Description
Le Renard Épervier est un chasseur monoplace monoplan de construction duralumin à aile parasol. Conçu initialement pour être motorisé par un Hispano-Suiza de 480 ch, il reçoit finalement un Gnome et Rhône en étoile à refroidissement par air de  480 ch.  
Son fuselage présente une section circulaire régulière dont le diamètre décroît à partir du poste de pilotage. Il est muni d'une aile rectangulaire sans dièdre s'amincissant aux extrémités et au centre soutenue par des haubans réglables constitués par 4 tubes profilés. 
Des ailerons s'étendent sur la presque totalité de la longueur du bord de fuite qui font office de volets à l'atterrissage. On retrouvera d'ailleurs ce dispositif sur plusieurs appareils Renard.
L'appareil possède un train d'atterrissage à jambes indépendantes munies de pantalons en tôle de dural renfermant des amortisseurs à sandows. 
Toutes les gouvernes (aileron, direction et profondeur) disposent de clapets à ressort recouvrant leurs ouvertures. Les commandes de profondeur et des ailerons sont rigides et logées à l'intérieur de la cellule tandis que des câbles assurent la transmission des ordres du pilote vers la gouverne de direction en passant partiellement à l'extérieur. 
L'armement est constitué de deux mitrailleuses de capot. L'une des particularités est constituée par le fait que le pilote peut contrôler visuellement les boîtes de munitions ! Il était prévu qu'une bombe de 300 kg prenne place sur un berceau aménagé sous le fuselage.

## Histoire
Deux exemplaires seulement de cet appareil verront le jour, l'un construit chez Stampe et Vertongen à Anvers, l'autre dans les ateliers de la SABCA à Haren, près de Bruxelles. 
Le premier appareil connaîtra une fin mi-tragique mi-comique le 11 septembre 1928. Après s'être mis en vrille, le pilote Charles Wouters l'évacue pour constater que son appareil est sorti tout seul de son mauvais pas. L'appareil s'écrase tout près de la voie ferrée reliant Bruxelles à Anvers sous les yeux éberlués du mécanicien d'une locomotive.
Le second Épervier fabriqué par la SABCA pour le compte d'Alfred Renard est immatriculé OO-AKN (certificat d'immatriculation no 180) le 28 novembre 1929. Sa mise au point est confiée à Joseph Jeunejean, déjà connu dans les milieux d'automobile. 
Il est présenté au concours des avions de chasse d'Evere-Bruxelles le 27 janvier 1930 par le capitaine Vanderlinden. À noter que deux avions étaient également présentés à ce concours, le Dewoitine D.27 à moteur Hispano-Suiza HS.600 piloté par Marcel Doret et le Morane-Saulnier MS.222 (en) à moteur Gnome et Rhône Jupiter VII tandis que les Bristol Buldog II et Avia BH.33 n'étaient pas retenus pour la présentation. 
Finalement, et malgré un intérêt certain, c'est le modèle Firefly des Avions Fairey (la Société anonyme belge avions Fairey est la filiale belge de firme britannique Fairey à Gosselies) qui remporta la mise malgré sa participation « hors concours ».
Quant au Renard Épervier, il a été radié du registre civil belge le 4 avril 1932 à la suite d'une lettre envoyée par Alfred Renard aux autorités mentionnant que son appareil avait été vendu à l'Aviation militaire belge.